# 瞳孔ソナー
「瞳孔ソナー」（どうこうソナー）は、依布サラサの2枚目のシングル。

## 概要
カップリング曲「プリーズワイン」はTahiti 80のボーカルであるグザヴィエ・ボワイエによるプロデュースで、本人もバックコーラスで参加。「北欧」は元HUSKING BEEのボーカルである磯部正文による楽曲提供作品。

## 収録曲
1. 瞳孔ソナー
  - エースコック『スープはるさめ』CMソング
  - テレビ東京系『JAPAN COUNTDOWN』2008年3月度オープニングテーマ
  - tvk『saku saku』2008年3月度エンディングテーマ
  - テレビ愛知『a-ha-N varie』2008年4月度エンディングテーマ
2. プリーズワイン
3. 北欧